# 杉谷昭子
杉谷 昭子（すぎたに しょうこ、1943年2月25日 - 2019年5月8日）は、日本のピアノ奏者。本姓・岡田。

## 生涯
和歌山県和歌山市出身。東京芸術大学卒業後、1976年ケルン音楽大学大学院修了。矢田暎子、井口秋子、デートレフ・クラウス、エリーザ・ハンゼン、ブルーノ・レオナルド・ゲルバー、アレクシス・ワイセンベルク、クラウディオ・アラウ等に師事。旧西独演奏家国家試験で1等賞を獲得することになるブラームスのピアノ協奏曲第1番の演奏が、大手マネージャーに認められ、デュッセルドルフでデビューする。
1971年エッセンフォルクヴァングコンクール優勝。72年マリア・カナルス国際コンクール2位。ミラノ音楽祭出演。73年ヴィオッティ国際音楽コンクール銀賞。クララ・シューマン国際ピアノコンクール（デュッセルドルフ）の審査員をアルゲリッチ、ワイセンベルク、アシュケナージと並んで歴任するなど、ピアノ教育家としても活躍。平成17年度和歌山文化賞受賞。
国内外でのCDも多く、ユニバーサルミュージックよりベートーヴェン・ピアノ・ソナタ全集が発売されている他、ポリグラムより発売の「カタリ・カタリ」は未だにロングセラーを続けている。現在、日本とドイツを中心に演奏活動を行っており、海野義雄とベートーヴェン・ヴァイオリン・ソナタ全曲演奏会を行う他、ライプツィヒ・ゲヴァントハウス室内楽定期演奏会には定期的に招聘され、又ウィーン・フィルハーモニー管弦楽団・ベルリン・フィルハーモニー管弦楽団のトップメンバーと室内楽の演奏会を各地で展開しており、その精力的な演奏活動は多くの識者の注目を浴びながら、現在に至っている。
2010年、ヨーロッパ・ピアノ協会を設立し、低年齢化と共に正確で抜群の超絶技巧を追求する昨今のコンクールよりも、音楽性の豊かさと円熟度を重視する方針で選考するヨーロッパ国際ピアノコンクール in Japanを創立する。